# Montemaggiore di Predappio
Montemaggiore di Predappio è una piccola frazione del comune di Predappio posta ad un'altitudine di 350 m sul livello del mare sul versante sinistro della val Brasina. Essa dista circa 10 km da Predappio, ed altrettanti da Castrocaro. Gli abitanti sono circa un centinaio e l'economia è integralmente agricola. Notevoli sono le produzioni agricole di qualità che vanno dal biologico, all'olivo ed alla vite.

## Storia
Si ha memoria di un Castrum Montis Majoris appartenente, sin dal 1055 alla Chiesa ravennate, come riportato da una pergamena dell'11 gennaio di quello stesso anno.
Nel 1168, Alessandro III concedeva il castello al feudatario Candolino di Monte Maggiore. Nel 1216 ritroviamo il castello in proprietà dei Guidi di Modigliana. Venti anni più tardi subì l'assedio dei faentini che riuscirono ad espugnarlo, per perderlo in favore dei forlivesi. Da questi passò sotto il dominio diMalvasio di Castrocaro che nel 1345 lo venderà a Francesco Manfredi di Faenza. Nel 1371 era ancora in possesso del signore faentino che lo perderà per mano di Francesco Calboli. Alla morte di questi, nel 1382, per non lasciarlo in mano ai ghibellini forlivesi, lo cederà al comune di Firenze. Nel 1429 Firenze lo perse ad opera di Eugenio IV che lo donò a Giovanni Lerri da Forlì.
Il castello sorgeva su un dosso chiamato Monte Banderuola,che è il punto più alto sopra la chiesa parrocchiale (fino agli anni '60 era meta della processione nel giorno dell'assensione). Il fondovalle è percorso dal torrente chiamato rio Brasina che separa la vallata dal passo Baccanello , sopra Predappio Alta. Le poche tracce rimaste del castello (visibili fino agli anni '60) sono andate disperse a causa dei lavori agricoli.
Nel 1898 la parrocchia di Montemaggiore con i suoi 420 abitanti apparteneva alla diocesi di Bertinoro. La chiesa fu riedificata nel 1939 su iniziativa di Benito Mussolini e su disegno dell'architetto Cervesi. Della parrocchia di Montemaggiore, infatti, era originario suo padre Alessandro ed i suoi antenati.
È presente un circolo culturale, luogo di vita sociale e assemblee dei cittadini.
È presente anche un osservatorio astronomico,costruito dal Comune di Predappio e aperto al pubblico due volte al mese da marzo a novembre.